# Opel Ampera-e
De Opel Ampera-e (in sommige markten Chevrolet Bolt, niet te verwarren met de Opel Ampera of de Chevrolet Volt) is een volledig elektrische auto van General Motors. De auto is in 2016 op de Autosalon van Parijs gepresenteerd. Hij werd vanaf 2017 afgeleverd en de levering stopte in september 2020. 
De Chevrolet Bolt is ontwikkeld door Chevrolet in samenwerking met het Koreaanse LG. De auto zou een actieradius van 383 km hebben, en volgens sommige bronnen zelfs tot 500 km kunnen rijden zonder opnieuw opgeladen te hoeven worden.
De Opel Ampera-e is uitgerust met een 60 kWh accu, waarvan 58 kWh wordt gebruikt.

## Trivia
Paus Franciscus heeft in juni 2017 een Opel Ampera-e in gebruik genomen.